# Heilig-Geist-Kirche (Stargard)

Die Heilig-Geist-Kirche in Stargard (Stargard in Pommern) im Jahre 2006

Die Heilig-Geist-Kirche (polnisch: Kościół Świętego Ducha) in Stargard (deutsch Stargard in Pommern) ist ein neogotisches Bauwerk und geht in ihrer Gründung auf das 14. Jahrhundert zurück.

## Geographische Lage
Die Stargarder Heilig-Geist-Kirche liegt im Südwesten der Stadt vor den Toren der ehemaligen Stadtmauer und nahe dem Brama Pyrzycka (Pyritzer Tor) an der früher Heilig-Geist-Straße genannten heutigen ul. Księcia Bogusława IV. Der Stargarder Bahnhof liegt wenige hundert Meter weiter nordwestlich.

## Baugeschichte/-beschreibung
Die erste urkundliche Erwähnung der Heilig-Geist-Kirche – damals noch als Kapelle – stammt vom 30. Mai 1364 im Zusammenhang eines Berichts über die Anlage eines Heilig-Geist-Hospitals zur Aufnahme von Armen und bedürftigen Alten aus der Gemeinde. Als im Jahre 1633 während des Dreißigjährigen Kriegs der schwedische Kommandant in Erwartung eines Angriffs der kaiserlichen Truppen die Vorstädte abreißen ließ, bedeutete das auch den Abriss der Heilig-Geist-Kapelle.
Im Jahre 1651 konnte das Kirchlein notdürftig wider hergestellt werden, zunächst in Fachwerk, dann wurde der Westgiebel massiv erbaut. In einem Inventarium von 1739 wird die Gesamtanlage bestehend aus Kirche, Pfarrhaus, Schule, Glockenhaus und Predigerwitwenhaus beschrieben.
Im 19. Jahrhundert wurde die Kirche immer baufälliger und Reparaturen erwiesen sich als nicht mehr möglich. 1869 erfolgte die polizeiliche Schließung des Gotteshauses, und dann wurde das Gebäude auf Abbruch für noch rund 1000 Taler verkauft.
Bereits fünf Jahre später konnte 1874 der Grundstein zu einem Neubau gelegt werden, der 1877 als neue Heilig-Geist-Kirche eingeweiht wurde: ein Gebäude in Rohbacksteinbauweise mit einem immerhin 50,2 Meter hohen Turm. Eine Turmuhr wurde angebracht, eine neue Orgel eingebaut und auch die alte Kirchenglocke neu in Dienst gestellt.

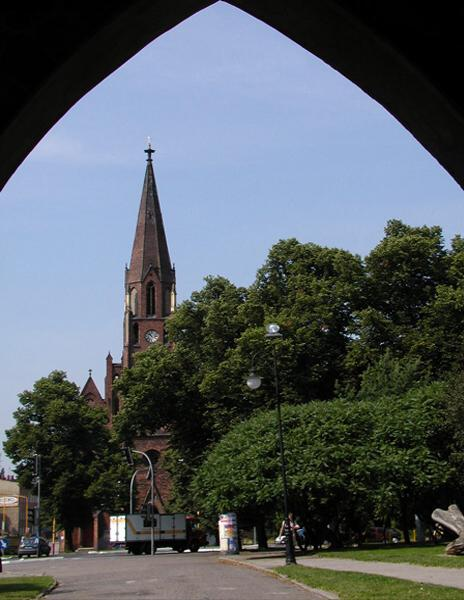
Die Heilig-Geist-Kirche im Jahre 2005 aus anderer Blickrichtung

Die neue Kirche war insgesamt 35 Meter lang und zwölf Meter breit. Die Baukosten betrugen 114.000 Mark. Das Gotteshaus erhielt kein Gewölbe, sondern eine hölzerne Decke wie ein Satteldach, und über dem Gestühl standen breite, gestaffelte Emporen um den ganzen Kirchenraum. Die dann doch störenden schweren Treppenaufgänge wurden später aus dem Innern genommen und beiderseits vom Turm in besonderen Stiegenhäusern untergebracht, ebenso beiderseits von der Altarnische Sakristei und Abstellkammer.
Die neogotische Saalkirche war zwar kein besonders ansehnliches Gebäude, wohl aber praktisch und ausreichend. Als sie jedoch zu Beginn des 20. Jahrhunderts im Innern immer ungepflegter erschien, entschloss man sich zu einer Erneuerung und Beseitigung der größten Missstände. Dies geschah unter der Leitung des Architekten Heinrich Deneke, der sich bereits durch die Erneuerung der Stargarder Marienkirche verdient gemacht hatte. Besonders der malerische Aufwand erwies sich als lohnend und schuf ein geschmacklich wohltuendes Interieur: an die Stelle einer nüchternen, kalten Eintönigkeit trat eine gedämpfte Farbfreudigkeit und anheimelnde Stimmung, verstärkend bewirkt durch drei große Glasfenster in der erweiterten Apsis. Die Glasfenster schuf 1926 Professor Otto Linnemann aus Frankfurt.
Die Heilig-Geist-Kirche, seit der Reformation ein evangelisches Gotteshaus, hat den Zweiten Weltkrieg unbeschadet überstanden und wurde bereits am 20. Mai 1945 von der Katholischen Kirche in Besitz genommen.

## Kirchengemeinde
Noch bis zum Anfang des 20. Jahrhunderts waren in die Heilig-Geist-Kirchengemeinde die St. Gertrudkirche, die auf dem ehemaligen Werder gestanden hat, und die St. Jürgen (Georgen)-Kapelle eingepfarrt. Im Jahre 1940 war sie mit 11.000 Gemeindegliedern nach der Johannis-Kirchengemeinde die zweitgrößte evangelische Gemeinde Stargards. Hier taten zuletzt zwei Pfarrer Dienst. Das Kirchenpatronat oblag dem Magistrat der Stadt.
Die Heilig-Geist-Gemeinde gehörte zum Kirchenkreis Stargard im Ostsprengel der Kirchenprovinz Pommern der Kirche der Altpreußischen Union.
Seit 1945 besteht an der Kirche eine katholische Pfarrei, in der drei Geistliche tätig sind. Sie gehört zum Dekanat Stargard Zachód (Stargard-West) im Erzbistum Stettin-Cammin der Römisch-katholischen Kirche in Polen. Zugleich ist das Gotteshaus Pfarrkirche der Pfarrei Świętego Jozafata Męczennika (St. Josaphat, der Märtyrer) der Ukrainischen Griechisch-Katholischen Kirche innerhalb der Eparchie Breslau-Danzig.
In Stargard heute lebende evangelische Kirchenglieder gehören zur Stettiner Trinitatiskirchengemeinde in der Diözese Breslau der Evangelisch-Augsburgischen Kirche in Polen.

### Pfarrer bis 1945
| - Hermann Ricke - Johann Ricke, bis 1576 - Joachim Styge, 1576–1588 - Peter Volrath, 1588–1612 - Heidenreich Kirchhoff, 1611–1625 - Samuel Betike, 1626–1638 - Wilhelm Engelken, 1639–1651 - Tobias Engelken, 1652–1658 - Martin Löper, 1658–1678 - Matthias Hering, 1679–1708 - Johann Heinrich Hollatz, 1709–1722 - Jakob Andreas Löper, 1723–1725 | - Johann Christoph Gericke, 1726–1766 - Daniel Succo, 1761–1809 - Johann Kaspar Voß, 1809–1820 - August Gotthilf Haßlinger, 1822–1847 - Karl August Theodor Wilhelm Haken, 1848–1862 - Wilhelm Hermann Krüger, 1864–1884 - Johannes Adolf Zühl, 1886–1895 - Franz Karl Konrad Polzenhagen, 1895–1925 - Karl Schumacher, 1925–1931 - Walter Sprondel, 1932–1945 - Paul Wilhelm Gennrich, 1937–1945 |